# Arne Johansson (orienterare)
Arne Johansson, född 1950, svensk orienterare som blev världsmästare i stafett 1972, 1974 och 1976 samt nordisk mästare i stafett 1975.